# Luwteplek

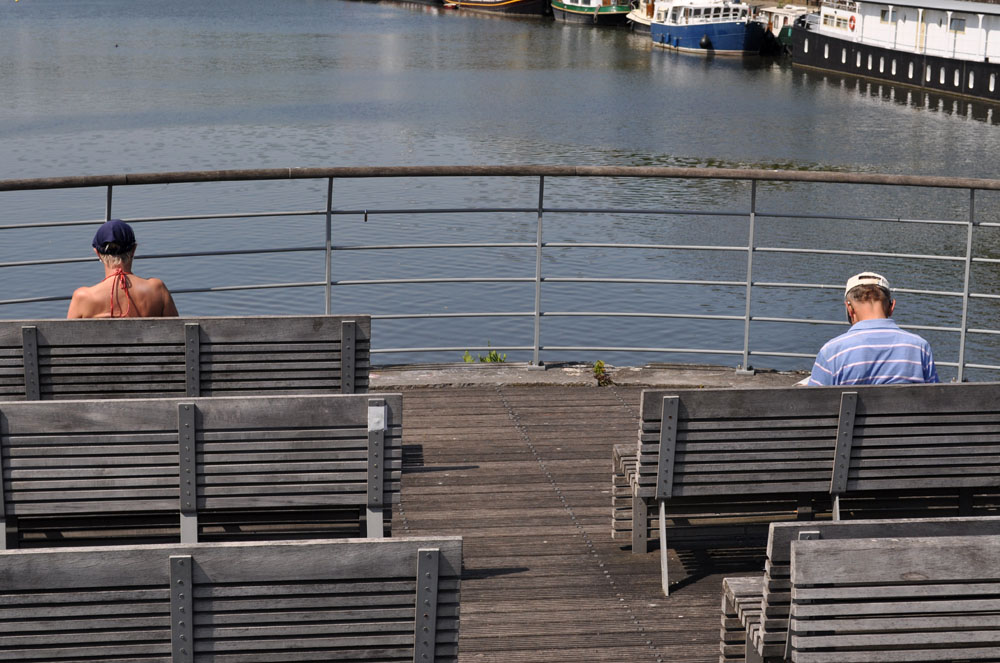
Luwteplek aan de Portus Ganda (Gent). Een uitzicht over de Leie creëert een vergezicht en doet de drukte van de stad verdwijnen op de achtergrond.

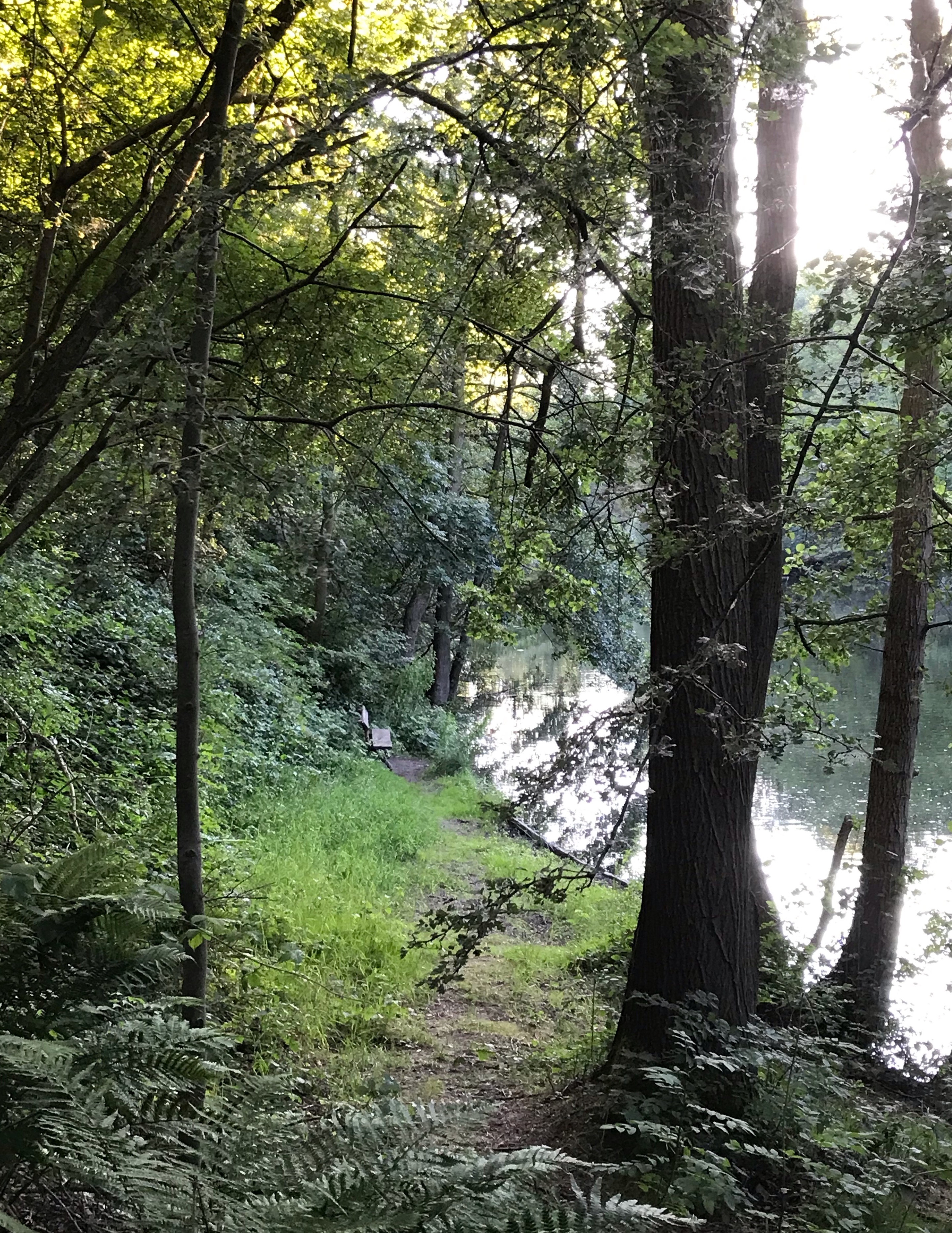
Een afgelegen bank aan de rand van het water vormt een luwteplek te midden van de natuur (Fort 8 Hoboken, Antwerpen)

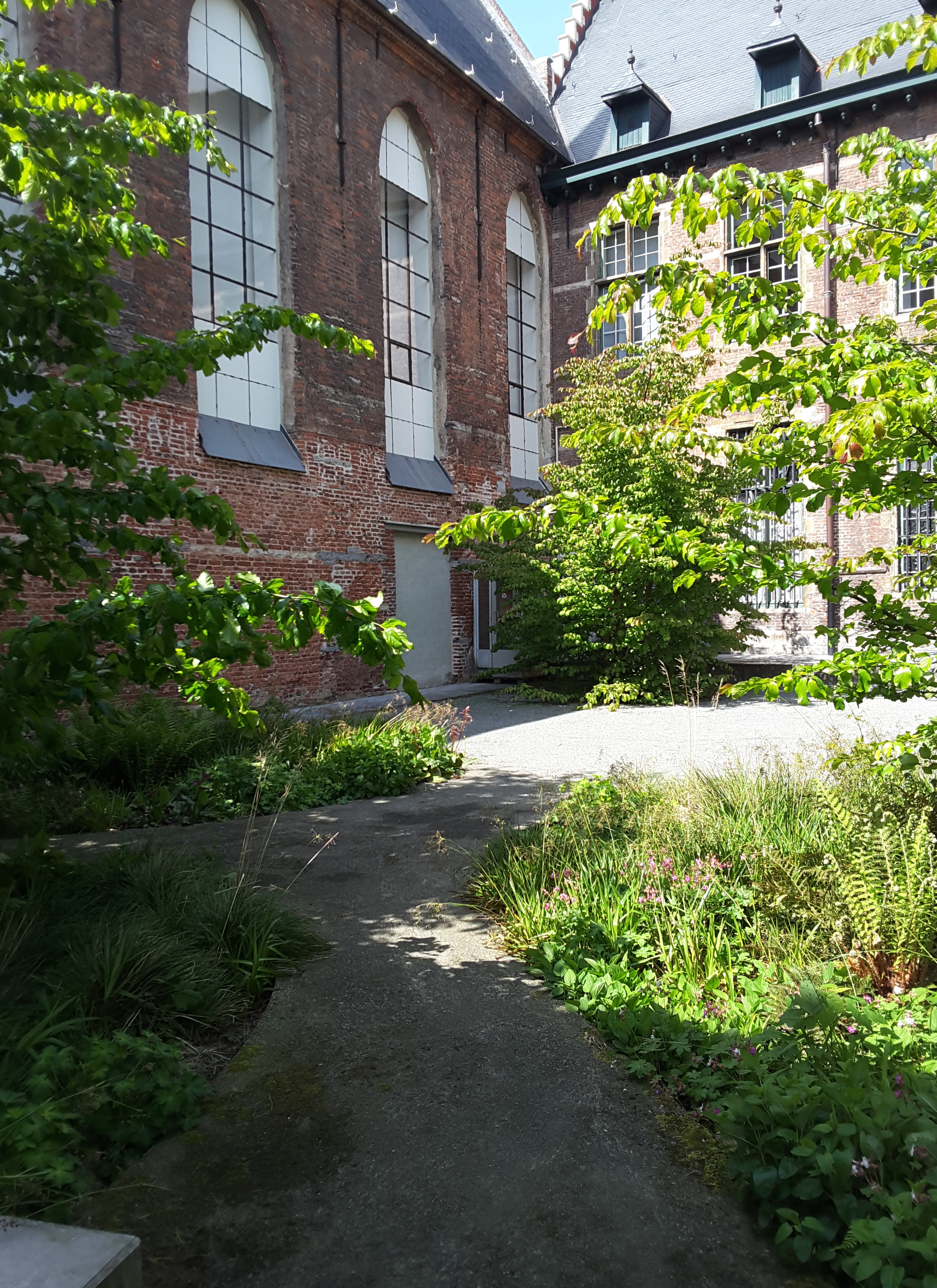
Het publiek toegankelijk binnentuintje van het STAM-museum (Gent) omringd door erfgoed, met de aanwezigheid van betekenisvol groen en de zintuigelijke ervaring van grind (geluid bij het bewandelen) maakt deze compacte ruimte tot een luwteplek te midden van de stad.

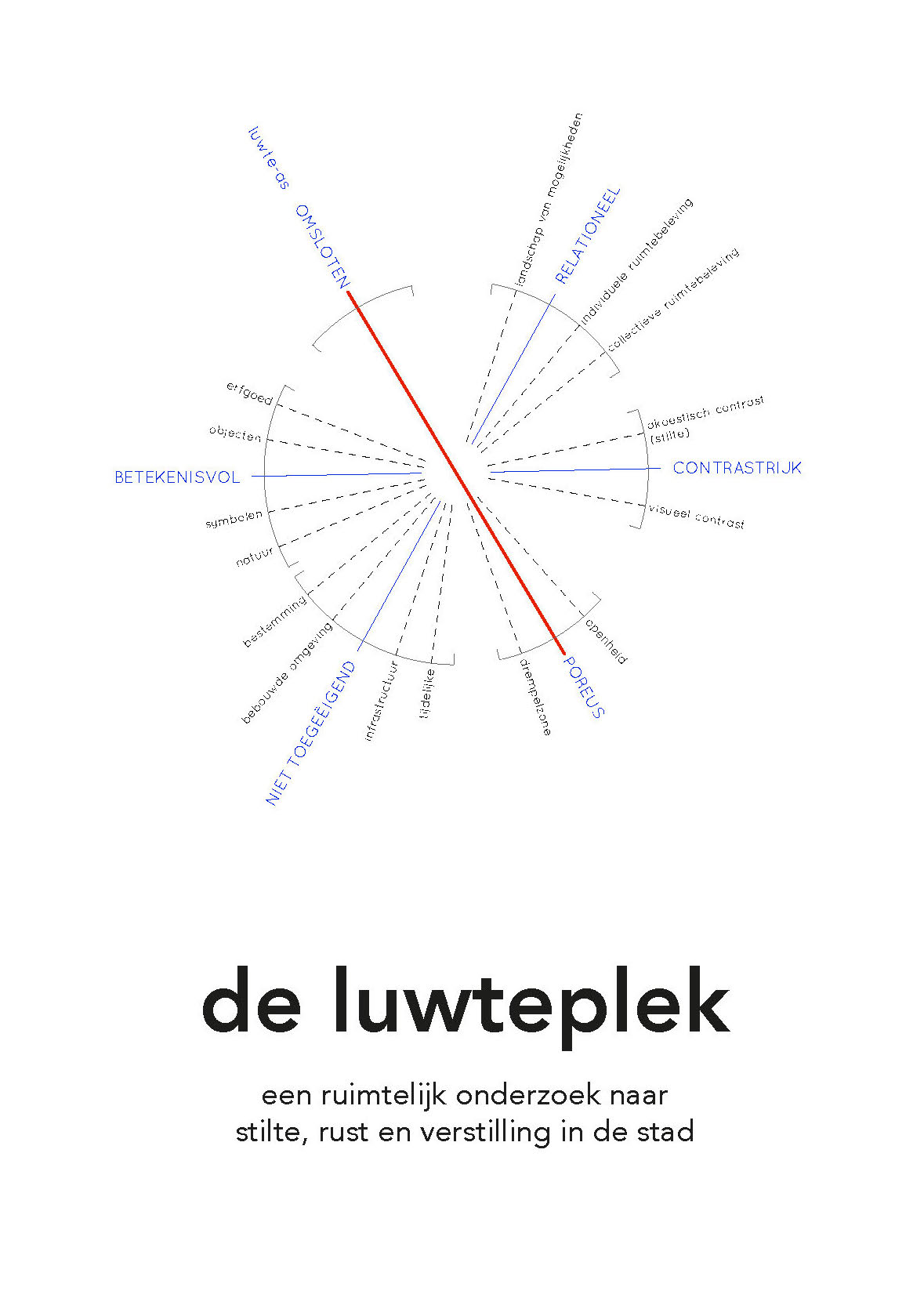
De cover van het boek 'de luwteplek' met de luwtetool als centraal beeld.

Een luwteplek is een plek om even uit de dagelijkse drukte te stappen en tot rust te komen. De term verwijst naar het spreekwoordelijke ‘in de luwte zitten’, en kan omschreven worden als een plek uit de wind of een plek die beschutting biedt. Door de toenemende behoefte aan stilte, rust en ruimte wordt de term steeds vaker gebruikt in relatie tot stilte, rust en verstilling in de stedelijke context. Luwteplekken dragen hierdoor niet alleen bij tot de fysieke maar ook tot de mentale gezondheid in een samenleving die steeds verder verstedelijkt.
Een luwteplek onderscheidt zich van een stiltegebied door grootte en ligging. Luwteplekken zijn immers meestal gelegen in een stedelijke context, beperkt in omvang en staan in contrast met de omliggende omgeving. Bestaande stedelijke typologieën zoals omsloten tuinen (hortus conclusus), restplekken, parken, dakterrassen of parkeerterreinen worden gezien als al bestaande luwteplekken of bieden mogelijkheden om luwteplekken te integreren in publieke, semipublieke of private terreinen binnen het stedelijk landschap.

## Kenmerken
In de stedelijke context waar stilte zeldzaam is, laat het begrip luwteplek toe om stilteplekken genuanceerder te benaderen dan enkel als een akoestisch gegeven. Het boek ‘de luwteplek’ koppelde het begrip voor het eerst aan de noodzaak tot meer stilte, rust en verstilling in de stedelijke context. De auteurs omschrijven zes kenmerken die de ervaring van stilte, rust en verstilling beïnvloeden. Deze kenmerken zijn omsloten, poreus, betekenisvol, contrastrijk, relationeel en niet-toegeëigend. Ze worden gebruikt om concrete ruimtelijke kwaliteiten te omschrijven alsook aspecten van de beleving van de plek. Een luwteplek is fysiek omsloten en tegelijkertijd poreus om in contact te blijven met het dagelijks leven (door er bijvoorbeeld een uitzicht op te hebben). Het ervaren van contrasten en de aanwezigheid van betekenisvolle elementen zorgen voor een (mentale) bewustwording. In een luwteplek kom je in contact met jezelf, met de ruimte en met andere mensen. Het evenwicht daartussen moet goed zitten. Een luwteplek is ‘van niemand’. Het zijn plekken die vrij toegankelijk zijn voor iedereen.
Om de kwaliteiten van een luwteplek in kaart te brengen, worden deze hoofdkenmerken aangevuld met sub-kenmerken en samengebracht in een tool (zie figuur). De tool, opgebouwd als een cirkelvormig diagram, brengt het onderling verband tussen de verschillende kenmerken samen en laat toe de kwaliteiten van een luwteplek te visualiseren en verschillende luwteplekken met elkaar te vergelijken.

## Luwtenetwerken
Wanneer vanuit stedenbouwkundig oogpunt ook wordt ingezet op het belang van trage wegen tussen luwteplekken, kan op het niveau van een buurt, wijk of stad een zogenaamd luwtenetwerk ontstaan. Door het wegwerken van barrières, verbindingen te leggen met fiets-, wandel- of openbaar vervoersnetwerken en het versterken van de herkenbaarheid in de bebouwde omgeving, vergroot de levensvatbaarheid van het luwtenetwerk in het dagelijkse functioneren van een buurt, wijk of stad. Het voorzien van een voldoende divers aanbod aan luwteplekken binnen een luwtenetwerk, op het vlak van infrastructuur, groenaanleg en omvang, vergroot de aantrekkelijkheid voor verschillende bewoners. 
De integratie van een luwtenetwerk in een stedelijk landschap sluit aan bij duurzameontwikkelingsdoelstellingen (ook wel SDGs of Sustainable Development Goals) waar ze kunnen bijdragen aan zowel gezondheidsdoelstellingen als aan het creëren van duurzame steden en veerkrachtige gemeenschappen.

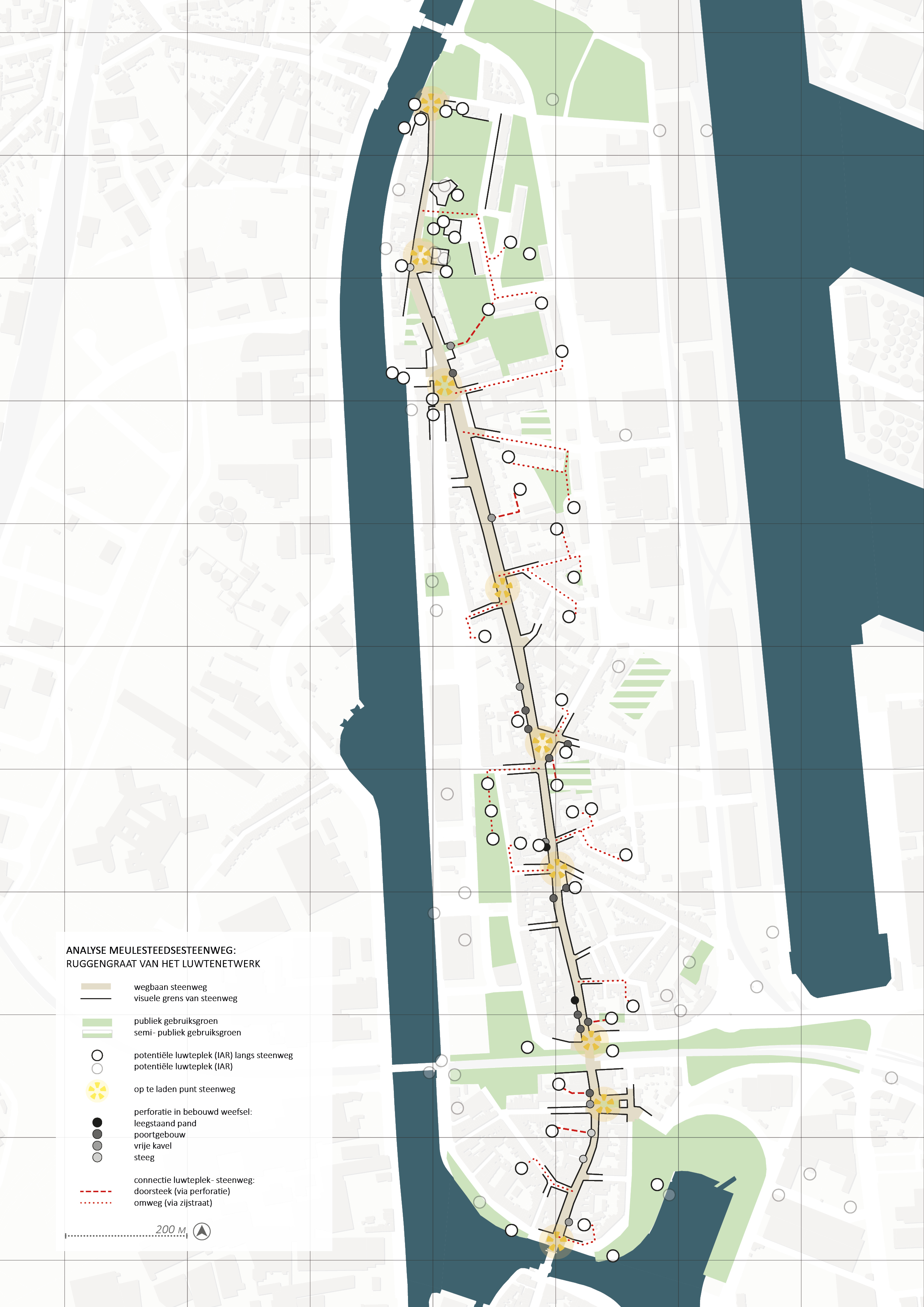
In ‘de luwtestad’ vormt de Meulesteedsesteenweg het uitgangspunt voor een onderzoek naar de mogelijkheden van de centrale verkeers-as als ruggengraat van een luwtenetwerk doorheen de Muide-Meulestede (Gent).

## Gebruik van het begrip in uiteenlopende contexten
Initieel werden luwte en luwteplek gekoppeld aan het natuurlijk fenomeen van wind. In het Algemeen Handelsblad van 16/06/1930 werd het begrip gebruikt in een sportverslag van een roeiwedstrijd om plekken zonder wind te omschrijven die gunstig waren voor de roeiers. In de Friese Koerier van 05/02/1963 werd de term luwteplek gebruikt om de leegte van petgaten (veenputten) te omschrijven.
Binnen het architectuurlandschap verschijnt de term sporadisch om interieure ruimtes aan te duiden. Kunstredacteur Henny de Lange gebruikt het in een artikel (Dagblad Trouw, 07/06/08) over brede school 'De Opmaat' van architect Herman Hertzberger. Ze beschrijft daarin hoe de gangen zijn ingericht met luwteplekken waardoor de hele school kan gebruikt worden om te leren (focus). In het boek ‘Met het oog op autisme: Bouwen en Inrichten voor mensen met autisme’ werd het begrip luwteplekken gebruikt voor het inrichten van interieurs voor mensen met Autismespectrumstoornis.
Mede door de stiltebeweging (Waerbeke vzw), de erkenning van stiltegebieden in Vlaanderen en de Europese Richtlijn Omgevingslawaai ontstaat er een steeds grotere bewustwording van het belang van stilte in de stedelijke context. Het begrip luwteplek in de context van stilte en rust in de publieke ruimte van de stad vond zijn oorsprong in de ontwerpstudio ‘Urban Silence’ aan de Faculteit Architectuur KU Leuven Gent (2013-2017). De inzichten uit deze ontwerpstudio leidden tot een doorgedreven onderzoek en resulteerden in het boek 'de luwteplek'. De verschijning van dit boek in 2017 maakt het mogelijk om stilte breder te benaderen dan enkel een akoestisch gegeven en vormt voor verschillende Vlaamse steden de aanzet om een draagvlak te creëren in relatie tot hun rust- en stiltebeleid. Gent (Dienst Milieu en Klimaat) deed in 2017 een (online) enquête bij hun inwoners naar hun luwte- en rustbeleving. In Mechelen konden bewoners hun luwteplek aanduiden op een interactieve kaart (Luwteatlas). In 2019 werden er voor de eerste keer in een masterplan voor stadsontwikkeling (Park Nieuw Gent) naast sportveldjes, speeltuinen, moestuinen ook luwteplekken geïntegreerd. 
De gevolgen van de wereldwijde coronapandemie hebben het belang van stilte en rust nog urgenter gemaakt waardoor de implementatie van luwte in een stroomversnelling komt. Dit komt ook tot uitdrukking in het ontwerp en integratie van bijvoorbeeld troostplekken en Onumenten die gecreëerd werden ter nagedachtenis van slachtoffers van de coronapandemie. In 2022 werd vanuit de Vlaamse Overheid (Departement Omgeving) een eerste luwteforum georganiseerd. Verschillende sprekers en workshops boden deelnemers van binnen en buiten de overheid een gelegenheid om zich te verdiepen in de mogelijkheden om luwte ruimtelijk plek te bieden. Ook buiten het Vlaamse taalgebied vond het begrip zijn intrede. In 2023, in navolging van het Vlaamse luwteforum, werd in Rotterdam een eerste Nederlands luwteforum georganiseerd (videoverslag, 26/05/23). In juli 2023 werd de term 'lee-places' als Engelse vertaling voorgesteld op het Internationale Congres van Architecten in Kopenhagen.

## Accenten in de praktijk
Het begrip luwteplek in de context van stilte, rust en ruimte in de publieke ruimte vindt steeds meer navolging in de praktijk binnen een breed veld van disciplines, organisaties, overheidsinstanties en ontwerppraktijken. Uiteenlopende toepassingen leggen bepaalde accenten of voegen bepaalde nuances toe.

### Groenblauw
Het begrip luwte-oases bouwt verder op het begrip luwteplek en maakt onder andere de koppeling met aandacht voor groenblauwe netwerken in de gebouwde omgeving en herstel van biodiversiteit. Het Departement Omgeving (Vlaamse Overheid) werkte een ontwerpgids uit als handreiking voor het inrichten van luwte-oases.

### Geluid
Door meetbaar geluid (decibels) te koppelen aan ruimtelijke en zintuigelijke kwaliteiten van een luwteplek wordt het mogelijk om geluid te benaderen als meer dan alleen een meetbaar aspect. De Provincie Antwerpen deed in 2018 een akoestisch onderzoek in de fortengordel rond Antwerpen. De aanwezigheid van historisch erfgoed, (waardevol) groen en de watergrachten waren luwtekwaliteiten die de basis vormde voor de akoestische geluidsmetingen. Daarnaast startte de Stad Antwerpen in 2021 een innovatietraject rond luwte- en geluidsplanning. Aan de hand van concrete stadsontwikkelingsprojecten wordt onderzocht hoe naast akoestische ingrepen ook ruimtelijke luwtekwaliteiten kunnen bijdragen aan een aangename geluidsbeleving. 